# 1950-es labdarúgó-világbajnokság (döntő csoportkör)
Az 1950-es labdarúgó-világbajnokság döntő csoportkörének mérkőzéseit július 9. és július 16. között játszották. A csoportkörben Brazília, Spanyolország, Svédország és Uruguay szerepelt.
Uruguay nyerte a világbajnokságot, miután a csoportkör utolsó játéknapján mintegy 200 ezer néző előtt legyőzte Brazíliát, a bronzérmet pedig Svédország szerezte meg. A döntő csoportkör mérkőzésekein összesen 31 gól esett.

## Résztvevők
| Csoport | Győztes       |
| ------- | ------------- |
| 1.      | Brazília      |
| 2.      | Spanyolország |
| 3.      | Svédország    |
| 4.      | Uruguay       |

## Végeredmény
| Csapat        | M | Gy | D | V | G+ | G– | P |
| ------------- | - | -- | - | - | -- | -- | - |
| Uruguay       | 3 | 2  | 1 | 0 | 7  | 5  | 5 |
| Brazília      | 3 | 2  | 0 | 1 | 14 | 4  | 4 |
| Svédország    | 3 | 1  | 0 | 2 | 6  | 11 | 2 |
| Spanyolország | 3 | 0  | 1 | 2 | 4  | 11 | 1 |

## Mérkőzések

### Brazília – Svédország
| 1950. július 9. 15:00 |

| Brazília                                        | 7 – 1               | Svédország               |
| ----------------------------------------------- | ------------------- | ------------------------ |
| Ademir 17' 37' 51' 59' Chico 39' 87' Maneca 85' | (3 – 0) Jegyzőkönyv | Andersson 67' (11-esből) |

| Maracanã Stadion, Rio de Janeiro Nézőszám: ~138 000 Játékvezető: Arthur Ellis (angol) Asszisztensek: Prudencio Garcia (amerikai) Charles de la Salle (francia) |

| Brazília | Svédország |

| K                    |  | Barbosa            |
| HV                   |  | Augusto da Costa   |
| HV                   |  | Juvenal Amarijo    |
| KP                   |  | José Carlos Bauer  |
| KP                   |  | Bigode             |
| KP                   |  | Danilo Alvim       |
| CS                   |  | Ademir             |
| CS                   |  | Chico              |
| CS                   |  | Jair da Rosa Pinto |
| CS                   |  | Maneca             |
| CS                   |  | Zizinho            |
| Szövetségi kapitány: |  |                    |
| Flávio Costa         |  |                    |

| K                    |  | Kalle Svensson     |
| HV                   |  | Erik Nilsson       |
| HV                   |  | Lennart Samuelsson |
| KP                   |  | Sune Andersson     |
| KP                   |  | Ingvar Gärd        |
| KP                   |  | Knut Nordahl       |
| CS                   |  | Lennart Skoglund   |
| CS                   |  | Hasse Jeppson      |
| CS                   |  | Stellan Nilsson    |
| CS                   |  | Karl-Erik Palmér   |
| CS                   |  | Stig Sundqvist     |
| Szövetségi kapitány: |  |                    |
| George Raynor        |  |                    |

### Uruguay – Spanyolország
| 1950. július 9. 15:00 |

| Uruguay                | 2 – 2               | Spanyolország  |
| ---------------------- | ------------------- | -------------- |
| Ghiggia 27' Varela 72' | (1 – 2) Jegyzőkönyv | Basora 39' 41' |

| Estádio do Pacaembu, São Paulo Nézőszám: ~44 000 Játékvezető: Mervyn Griffiths (walesi) Asszisztensek: Generoso Dattilo (olasz) Alfredo Alvarez (bolíviai) |

| Uruguay | Spanyolország |

| K                    |  | Roque Máspoli            |
| HV                   |  | Juan Carlos González     |
| HV                   |  | Matías González          |
| HV                   |  | Eusebio Tejera           |
| HV                   |  | Obdulio Varela           |
| KP                   |  | Víctor Rodríguez Andrade |
| CS                   |  | Alcides Ghiggia          |
| CS                   |  | Óscar Míguez             |
| CS                   |  | Julio Pérez              |
| CS                   |  | Juan Alberto Schiaffino  |
| CS                   |  | Ernesto Vidal            |
| Szövetségi kapitány: |  |                          |
| Juan López Fontana   |  |                          |

| K                    |  | Antoni Ramallets  |
| HV                   |  | Gabriel Alonso    |
| HV                   |  | Josep Gonzalvo    |
| HV                   |  | José Parra        |
| KP                   |  | Mariano Gonzalvo  |
| KP                   |  | Antonio Puchades  |
| CS                   |  | Estanislao Basora |
| CS                   |  | Agustín Gaínza    |
| CS                   |  | Silvestre Igoa    |
| CS                   |  | Luis Molowny      |
| CS                   |  | Telmo Zarra       |
| Szövetségi kapitány: |  |                   |
| Guillermo Eizaguirre |  |                   |

### Brazília – Spanyolország
| 1950. július 13. 15:00 |

| Brazília                                                        | 6 – 1               | Spanyolország |
| --------------------------------------------------------------- | ------------------- | ------------- |
| Parra 15' (öngól) Jair 21' Chico 29' 55' Ademir 57' Zizinho 74' | (3 – 0) Jegyzőkönyv | Igoa 70'      |

| Maracanã Stadion, Rio de Janeiro Nézőszám: ~152 000 Játékvezető: Reginald Leafe (angol) Asszisztensek: George Mitchell (skót) José Vieira da Costa (portugál) |

| Brazília | Spanyolország |

| K                    |  | Barbosa            |
| HV                   |  | Augusto da Costa   |
| HV                   |  | Juvenal Amarijo    |
| KP                   |  | José Carlos Bauer  |
| KP                   |  | Bigode             |
| KP                   |  | Danilo Alvim       |
| CS                   |  | Ademir             |
| CS                   |  | Chico              |
| CS                   |  | Friaça             |
| CS                   |  | Jair da Rosa Pinto |
| CS                   |  | Zizinho            |
| Szövetségi kapitány: |  |                    |
| Flávio Costa         |  |                    |

| K                    |  | Antoni Ramallets  |
| HV                   |  | Gabriel Alonso    |
| HV                   |  | Josep Gonzalvo    |
| HV                   |  | José Parra        |
| KP                   |  | Mariano Gonzalvo  |
| KP                   |  | Antonio Puchades  |
| CS                   |  | Estanislao Basora |
| CS                   |  | Agustín Gaínza    |
| CS                   |  | Silvestre Igoa    |
| CS                   |  | José Luis Panizo  |
| CS                   |  | Telmo Zarra       |
| Szövetségi kapitány: |  |                   |
| Guillermo Eizaguirre |  |                   |

### Uruguay – Svédország
| 1950. július 13. 15:00 |

| Uruguay                    | 3 – 2               | Svédország              |
| -------------------------- | ------------------- | ----------------------- |
| Ghiggia 39' Míguez 77' 84' | (1 – 2) Jegyzőkönyv | Palmér 4' Sundqvist 41' |

| Estádio do Pacaembu, São Paulo Nézőszám: ~8 000 Játékvezető: Giovanni Galeati (olasz) Asszisztensek: Alois Beranek (osztrák) Cayetano De Nicola (paraguayi) |

| Uruguay | Svédország |

| K                    |  | Aníbal Paz               |
| HV                   |  | Schubert Gambetta        |
| HV                   |  | Matías González          |
| HV                   |  | Eusebio Tejera           |
| HV                   |  | Obdulio Varela           |
| KP                   |  | Víctor Rodríguez Andrade |
| CS                   |  | Alcides Ghiggia          |
| CS                   |  | Óscar Míguez             |
| CS                   |  | Julio Pérez              |
| CS                   |  | Juan Alberto Schiaffino  |
| CS                   |  | Ernesto Vidal            |
| Szövetségi kapitány: |  |                          |
| Juan López Fontana   |  |                          |

| K                    |  | Kalle Svensson     |
| HV                   |  | Gunnar Johansson   |
| HV                   |  | Erik Nilsson       |
| HV                   |  | Lennart Samuelsson |
| KP                   |  | Sune Andersson     |
| KP                   |  | Ingvar Gärd        |
| CS                   |  | Hasse Jeppson      |
| CS                   |  | Egon Jönsson       |
| CS                   |  | Bror Mellberg      |
| CS                   |  | Karl-Erik Palmér   |
| CS                   |  | Stig Sundqvist     |
| Szövetségi kapitány: |  |                    |
| George Raynor        |  |                    |

### Svédország – Spanyolország
| 1950. július 16. 15:00 |

| Svédország                            | 3 – 1               | Spanyolország |
| ------------------------------------- | ------------------- | ------------- |
| Sundqvist 15' Mellberg 34' Palmér 79' | (2 – 0) Jegyzőkönyv | Zarra 82'     |

| Estádio do Pacaembu, São Paulo Nézőszám: ~11 000 Játékvezető: Karel van der Meer (holland) Asszisztensek: Jean Lutz (svájci) Prudencio Garcia (amerikai) |

| Svédország | Spanyolország |

| K                    |  | Kalle Svensson     |
| HV                   |  | Gunnar Johansson   |
| HV                   |  | Erik Nilsson       |
| HV                   |  | Lennart Samuelsson |
| KP                   |  | Sune Andersson     |
| KP                   |  | Ingvar Gärd        |
| CS                   |  | Egon Jönsson       |
| CS                   |  | Bror Mellberg      |
| CS                   |  | Karl-Erik Palmér   |
| CS                   |  | Ingvar Rydell      |
| CS                   |  | Stig Sundqvist     |
| Szövetségi kapitány: |  |                    |
| George Raynor        |  |                    |

| K                    |  | Ignacio Eizaguirre |
| HV                   |  | Gabriel Alonso     |
| HV                   |  | Vicente Asensi     |
| HV                   |  | José Parra         |
| HV                   |  | Alfonso Silva      |
| KP                   |  | Antonio Puchades   |
| CS                   |  | Estanislao Basora  |
| CS                   |  | Rosendo Hernández  |
| CS                   |  | José Juncosa       |
| CS                   |  | José Luis Panizo   |
| CS                   |  | Telmo Zarra        |
| Szövetségi kapitány: |  |                    |
| Guillermo Eizaguirre |  |                    |

### Uruguay – Brazília
| 1950. július 16. 15:00 |

| Uruguay                    | 2 – 1               | Brazília   |
| -------------------------- | ------------------- | ---------- |
| Schiaffino 66' Ghiggia 79' | (0 – 0) Jegyzőkönyv | Friaça 47' |

| Maracanã Stadion, Rio de Janeiro Nézőszám: ~199 954 Játékvezető: George Reader (angol) Asszisztensek: Arthur Ellis (angol) George Mitchell (skót) |

| Uruguay | Brazília |

|                      |  |                          |  |
|                      |  |                          |  |
| GK                   |  | Roque Máspoli            |  |
| SW                   |  | Matías González          |  |
| RB                   |  | Víctor Rodríguez Andrade |  |
| CB                   |  | Eusebio Tejera           |  |
| LB                   |  | Schubert Gambetta        |  |
| CM                   |  | Julio Pérez              |  |
| CM                   |  | Obdulio Varela           |  |
| RF                   |  | Alcides Ghiggia          |  |
| CF                   |  | Juan Alberto Schiaffino  |  |
| CF                   |  | Omar Oscar Míguez        |  |
| LF                   |  | Rubén Morán              |  |
| Szövetségi kapitány: |  |                          |  |
| Juan López Fontana   |  |                          |  |

|                      |  |                   |  |
|                      |  |                   |  |
| GK                   |  | Moacir Barbosa    |  |
| RB                   |  | Augusto           |  |
| CB                   |  | Juvenal           |  |
| LB                   |  | Bigode            |  |
| DM                   |  | José Carlos Bauer |  |
| DM                   |  | Danilo            |  |
| AM                   |  | Zizinho           |  |
| AM                   |  | Jair              |  |
| RF                   |  | Friaça            |  |
| CF                   |  | Ademir            |  |
| LF                   |  | Chico             |  |
| Szövetségi kapitány: |  |                   |  |
| Flávio Costa         |  |                   |  |